# فینال جام آزادگان ۱۳۷۳
فینال جام آزادگان ۱۳۷۳ یک بازی فوتبال بود که بین دو تیم استقلال و سایپا، هر دو از شهر تهران، برگزار شد. سایپا در این رویارویی به پیروزی رسید تا عنوان قهرمانی جام آزادگان ۱۳۷۳ را از آن خود کند. این دومین قهرمانی سایپا در فوتبال ایران بود. این بازی در ورزشگاه آزادی برگزار شد و سایپا با گل دقیقه ۱۱۰ فرشاد فلاحت‌زاده توانست به پیروزی برسد.

## پیش زمینه
رقابت‌های لیگ آزادگان ۱۳۷۳ در دو گروه ۱۲ تیمی برگزار شد. استقلال و سایپا هر دو در گروه اول قرار داشتند و به ترتیب به عنوان تیم‌های دوم و اول صعود کردند. استقلال در مجموع دو دیدار نیمه‌نهایی با نتیجه ۳ بر ۰ تیم پیروزی را شکست داد و سایپا نیز با گذشتن از سد کشاورز به بازی فینال صعود کرد. سایپا بازی اول نیمه‌نهایی را یک بر صفر برد و در بازی دوم نتیجه بهتری جز صفر صفر به دست نیامد تا نارنجی پوشان فینالیست شوند. استقلال در شرایطی پا به دیدار فینال گذاشت که پس از آن دیدار جنجالی برابر تیم پیروزی چهار بازیکن اصلی خود به نامهای قلعه‌نویی، ورمزیار، غفوریهای اصل و فکری را به دلیل محرومیت در اختیار نداشت. با نیود این چهار بازیکن خط هافبک استقلال شدیداً تضعیف شده بود. ورزشگاه آزادی برای سومین و آخرین بار میزبان فینال لیگ فوتبال ایران بود.

## مسیر تا فینال
| استقلال          | استقلال         | مرحله                 | سایپا           | سایپا           |
| ---------------- | --------------- | --------------------- | --------------- | --------------- |
| حریف             | نتیجه           | دور رفت مرحله گروهی   | حریف            | نتیجه           |
| شهرداری تبریز    | ۰–۰             | هفته نخست             |                 |                 |
| پارس‌خودرو        | ۰–۰             | هفته دوم              |                 |                 |
| ماشین‌سازی تبریز  | ۱–۰             | هفته سوم              |                 |                 |
| صنعت نفت آبادان  | ۳–۴             | هفته چهارم            |                 |                 |
| سپاهان اصفهان    | ۳–۲             | هفته پنجم             |                 |                 |
| پیام گچ خراسان   | ۲–۱             | هفته ششم              |                 |                 |
| نفت قائم‌شهر      | ۲–۰             | هفته هفتم             |                 |                 |
| بانک تجارت تهران | ۰–۲             | هفته هشتم             |                 |                 |
| چوکای انزلی      | ۰–۱             | هفته نهم              |                 |                 |
| سایپا تهران      | ۰–۱             | هفته دهم              | استقلال تهران   | ۱–۰             |
| جنوب اهواز       | ۰–۰             | هفته یازدم            |                 |                 |
| حریف             | نتیجه           | دور برگشت مرحله گروهی | حریف            | نتیجه           |
| شهرداری تبریز    | ۲–۱             | هفته نخست             |                 |                 |
| پارس‌خودرو        | ۲–۱             | هفته دوم              |                 |                 |
| ماشین‌سازی تبریز  | ۱–۱             | هفته سوم              |                 |                 |
| صنعت نفت آبادان  | ۱–۱             | هفته چهارم            |                 |                 |
| سپاهان اصفهان    | ۱–۳             | هفته پنجم             |                 |                 |
| پیام گچ خراسان   | ۲–              | هفته ششم              |                 |                 |
| نفت قائم‌شهر      | ۱–۰             | هفته هفتم             |                 |                 |
| بانک تجارت تهران | ۲–۰             | هفته هشتم             |                 |                 |
| چوکای انزلی      | ۱–۱             | هفته نهم              |                 |                 |
| سایپا تهران      | ۱–۰             | هفته دهم              | استقلال تهران   | ۰–۱             |
| جنوب اهواز       | ۰–۰             | هفته یازدم            |                 |                 |
| دوم در گروه اول  | دوم در گروه اول | رتبه نهایی            | اول در گروه اول | اول در گروه اول |
| حریف             | نتیجه           | مرحله نیمه‌نهایی       | حریف            | نتیجه           |
| پیروزی تهران     | ۲(۳)–(۰) ۲      | بازی رفت              | کشاورز تهران    | ۱–۰             |
| پیروزی تهران     | ۰–۰             | بازی برگشت            | کشاورز تهران    | ۰–۰             |
| صعود به فینال    | صعود به فینال   | رتبه نهایی            | صعود به فینال   | صعود به فینال   |

## جزئیات مسابقه
| استقلال                  | ۰ – ۱ | سایپا          |
| ------------------------ | ----- | -------------- |
| مهرانپور سلطانی حاج‌اکبری |       | فلاحت‌زاده ۱۱۱' |

| استقلال:         |                  |      |
|                  |                  |      |
| ۱                | بهزاد غلامپور    |      |
| ۲                | جواد زرینچه (ک)  |      |
| ۱۴               | محمد نوری        |      |
| ۴                | مهدی پاشازاده    |      |
| ۱۷               | هاشم سلطانی      | '۱۱۳ |
| ۱۸               | جمال ندافی       | '۹۵  |
| ۱۶               | علی حاج‌اکبری     |      |
| ۱۵               | قاسم سیانکی      | '۹۵  |
| ۲۲               | محمدرضا مهرانپور |      |
| ۱۲               | ادموند اختر      |      |
| ۱۱               | علی اکبریان      |      |
| تعویضی‌ها:        |                  |      |
| ۱۰               | ایمان عالمی      | '۹۵  |
| ۷                | کوروش تشت‌زر      | '۹۵  |
| ۹                | عباس سرخاب       | '۱۱۳ |
| سرمربی:          |                  |      |
| نصرالله عبداللهی |                  |      |

| سایپا:           |                 |
|                  |                 |
|                  | جلال بشرزاد     |
|                  | فرشاد فلاحت‌زاده |
|                  | حمید علیدوستی   |
|                  | حسين عسگري      |
|                  | احمد جانعلي     |
|                  | سيد علي افتخاري |
|                  | ایران           |
|                  | ایران           |
|                  | ایران           |
|                  | ایران           |
|                  | ایران           |
| تعویضی‌ها:        |                 |
|                  | ایران           |
|                  | ایران           |
|                  | ایران           |
| سرمربی:          |                 |
| بیژن ذوالفقارنسب |                 |

| مقامات رسمی مسابقه - کمک داورها: - محمدعلی فروغی - علی خسروی | قوانین بازی - ۹۰ دقیقه - بدون زمان اضافه یا ضربات پنالتی - تنها سه تعویض |